# جيف أ. شوارتز
جيف أ. شوارتز (بالإنجليزية: Jeff Schwartz)‏ هو شخصية أعمال أمريكي، ولد في 24 فبراير 1964.